# Feast of Love
Feast of Love è un film del 2007, diretto da Robert Benton e tratto dall'omonimo romanzo di Charles Baxter.
Il film mette in luce diversi aspetti dell'amore quale fenomeno magico, misterioso e talvolta doloroso.

## Trama
Una riflessione sull'amore e i suoi diversi modi di manifestarsi. Protagonista una ristretta cerchia di conoscenti dell'Oregon.
La storia ruota attorno a un caffè in una piccola città dell'Oregon in cui si intrecciano le vite dei vari personaggi, tra i quali Harry Stevenson (Morgan Freeman), docente che si è preso una pausa dall'insegnamento e che frequenta regolarmente il caffè. Harry è, insieme al caffè, l'altro filo conduttore delle varie storie: felicemente sposato con la stessa donna da anni, viene considerato un esperto sul tema dell'amore ed eletto a consigliere dagli altri personaggi. 
Proprietario del caffè è Bradley Smith (Greg Kinnear), un uomo gioviale ed estroverso, che tuttavia trascura la moglie Kathryn (Selma Blair) al punto da non rendersi conto che la donna si innamora di una giocatrice di softball per la quale lo lascia. Bradley cerca di non abbattersi e si lancia a capofitto in una nuova relazione con Diana Croce (Radha Mitchell), agente immobiliare che entra nel suo caffè, e nella sua vita... durante un temporale. Diana però intrattiene già una relazione duratura con David Watson (Billy Burke), che però è già sposato.
Il caffè segna anche la vita di Oscar (Toby Hemingway) che vi lavora come barista, il giorno in cui Chloe (Alexa Davalos) vi entra per chiedere lavoro. Tra i due ragazzi è amore a prima vista. Il loro idillio è tuttavia contrastato dal padre di Oscar, soprannominato "il pipistrello" (Fred Ward): alcolizzato e violento, l'uomo non vuole che i due ragazzi si frequentino. A gettare un'ulteriore ombra sul loro rapporto, la lugubre previsione del futuro che una cartomante fa a Chloe.

## Distribuzione
- Uscita negli USA : 28 settembre 2007
- Uscita ad Hong Kong : 15 novembre 2007
- Uscita in Spagna : 16 novembre 2007
- Uscita in Germania : 24 gennaio 2008
- Uscita Italiana : 22 ottobre 2008 direttamente in DVD

## Accoglienza

### Incassi
Il film ha incassato in tutto il mondo la cifra di 5.741.608 dollari.